# Isothraulus abditus
Isothraulus abditus är en dagsländeart som beskrevs av Towns och Peters 1979. Isothraulus abditus ingår i släktet Isothraulus och familjen starrdagsländor. Inga underarter finns listade i Catalogue of Life.